# Josh Radnor
Joshua Thomas Radnor (29. srpnja 1974., Bexley, Ohio) američki je glumac najpoznatiji po ulozi Teda Mosbyja u CBS-ovom sitcomu Kako sam upoznao vašu majku.

## Životopis

### Karijera
2001. godine Radnor je izabran za glavnu ulogu u američkoj humorističnoj seriji Ulica Centre, no ulogu je ipak dobio Eddie Kaye Thomas. Već sljedeće godine dobio je ulogu u broadwayskoj predstavi Diplomac prema istoimenom filmu iz 1967.
2005. je dobio najzapaženiju ulogu u karijeri u seriji Kako sam upoznao vašu majku koja mu je donijela slavu, zajedno s Jasonom Segelom, Cobie Smulders, Neilom Patrickom Harrisom i Alyson Hannigan.

### Privatni život
Rođen je kao sin odvjetnika Alana Radnora. Školu je pohađao u rodnom Bexleyu gdje je završio sveučilište. Trenutno živi u Los Angelesu. 2008. godine započeo je ljubavnu vezu s glumicom Lindsay Price. Njihova veza je trajala samo 14 mjeseci.

## Filmografija

### Televizijske uloge
| Godina | TV serija                   | Uloga         | Napomena                                                                          |
| ------ | --------------------------- | ------------- | --------------------------------------------------------------------------------- |
| 2000.  | Dobrodošli u New York       | Doug          | Epizoda: "The Crier" (1x6)                                                        |
| 2002.  | Zakon i red                 | Robert Kitson | Epizoda: "Access Nation" (12x15)                                                  |
| 2002.  | The Court                   | Dylan Hirsch  | Epizoda: "Life Sentence" (1x1) Epizoda: "Due Process" (1x2) Epizoda: "Stay" (1x3) |
| 2003.  | Hitna služba                | Keith         | Epizoda: "The Advocate" (9x17)                                                    |
| 2003.  | Dva metra pod zemljom       | Will Jaffe    | Epizoda: "The Trap" (3x5)                                                         |
| 2003.  | Par-nepar                   | Andrew        | Epizoda: "I Got You Babe" (1x5)                                                   |
| 2005.  | Sutkinja Amy                | Justin Barr   | Epizoda: "Too Little, Too Late" (6x20)                                            |
| 2005.  | Kako sam upoznao vašu majku | Ted Mosby     | 2005. – 2014. (glavna uloga)                                                      |
| 2007.  | Obiteljski čovjek           | Ted Mosby     | Epizoda: "No Chris Left Behind" (5x16)                                            |
| 2009.  | Obiteljski čovjek           | Ted Mosby     | Epizoda: "Peter's Progress" (7x16)                                                |

### Filmske uloge
| Godina | Film                         | Uloga            | Napomena |
| ------ | ---------------------------- | ---------------- | -------- |
| 2001.  | Ovo nije glupi film za mlade | vodič na kampusu |          |
| 2004.  | Everyday Life                | suprug           | TV film  |
| 2010.  | Happythankyoumoreplease      | Sam              |          |

## Vanjske poveznice
- Josh Radnor u internetskoj bazi filmova IMDb-u (engl.)